# Văn hóa dân gian Nhật Bản
Văn hoá dân gian Nhật Bản (hay  truyền thống dân gian của Nhật Bản ) được coi là những thứ không chính thức và được  người Nhật Bản thể hiện qua truyền thống truyền miệng, phong tục và văn hóa vật chất
Trong tiếng Nhật, thuật ngữ minkan denshō (民間伝承 (Dân Gian Truyền Thừa)/ "truyền trong dân gian") được sử dụng để mô tả văn hóa dân gian. Nghiên cứu văn hóa dân gian (là ngành nhân chủng học dành cho nghiên cứu văn hóa dân gian) được gọi là minzokugaku (民俗学 (Dân Tục Học)). Dân gian cũng sử dụng thuật ngữ là minzoku shiryō (民俗資料 (Dân Tục Tư Liệu)) hoặc "tài liệu dân gian" (民俗資料) để chỉ các đối tượng và nghệ thuật họ nghiên cứu.

## Câu chuyện dân gian

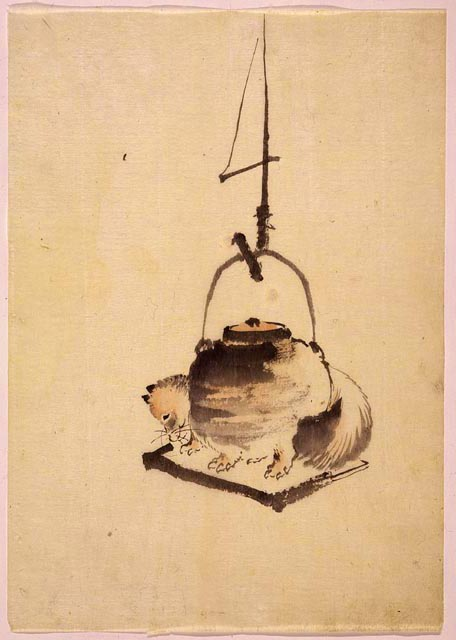
Một con lửng chó biến thành một cái vạc treo từ một jizai kagi móc qua một lò sưởi irori (là bếp lò truyền thống kiểu Nhật, vừa có thể nấu ăn, vừa có thể sưởi ấm.) (cảnh trong truyện Bunbuku Chagama). (khoảng những năm 1840, Trường của Hokusai)

Như ở hầu hết các quốc gia phát triển, ngày càng khó tìm được những người kể chuyện sống theo truyền thống truyền miệng.  Nhưng có rất nhiều truyện dân gian được thu thập qua các thời đại.  Tên mukashi-banashi (những câu chuyện về "từ lâu" hoặc từ "thời đã qua") đã được áp dụng cho truyện dân gian thông thường, vì chúng thường mở với công thức "Mukashi..." (giống như "Ngày xửa ngày xưa...").  Họ cũng đóng với một số cụm từ như "dotto harai" (một dạng biến thể là Dondo Hare).
Những câu chuyện này đã được kể theo phương ngữ địa phương của họ, có thể khó hiểu đối với người ngoài, cả vì ngữ điệu và sự khác biệt về phát âm, cách chia động từ và từ vựng.  Nhiều truyện dân gian được thu thập từ lĩnh vực này thực sự là "bản dịch" sang tiếng Nhật tiêu chuẩn (hoặc giống như chuyển thể, hợp nhất một số phiên bản thu thập).

## Tham Khảo
1. ↑  Ayabe, Tsuneo (1976). "Esoteric Rituals in Japanese Traditional Secret Societeis: A Study of the Death and Rebirth Motif". Trong Bharati, Agrhananda (biên tập). Agents and Audiences. Walter de Gruyter. ISBN 978-3-11-080584-0.
2. ↑  Plutschow 1990, p.60 misplaces as Kagoshima prefecture, probably confusing it with Toshidon [ja] of the Koshikijima Islands which is mentioned by Bocking 1997, p.87 (marebito), p.98 (namahage)
3. ↑  Bestor & Bestor 2011, tr. 69, households with kamidana showed a decline from 62% (1984) to 43.9% (2006); and only 26.4% in metropolitan areas
4. ↑  Takeda, Chōshū (1964). "minkan shinkō" 民間信仰 [folk religion]. Trong Heibonsha (biên tập). Sekai hyakka jiten 世界百科事典. Quyển 21. tr. 442. Mentions such kō as those devoted to Ise Shrine(伊勢講)、Akiba(秋葉講)、Ōmine(大峰講)、kōshin(庚申講)、Koyasu(子安講)、Yama-no-Kami (山ノ神講)、Nenbutsu kō [ja](念仏講), Kannon (観音講)
5. 1 2 3  Bownas & Brown 2004, p.23, "Salt, the sophistication of ritual sea bathing as a cleanser of contamination, appears today even in many apparently secular uses. The sumō wrestler will sprinkle [salt] across the ring as he advances.. a restaurant frequently has its Fuji-cone of caked salt by the door-jamb, as a means of clearing the defilement left by an unwelcome patron".
6. ↑  Hosking, Richard (1997). A Dictionary of Japanese Food: Ingredients & Culture. Tuttle Publishing. ISBN 978-0-8048-2042-4., p.98, "little piles of salt have been placed at shrines to purify and gain the gods' protective presence"
7. ↑  Bownas, Màu nâu & năm 2004, tr.50-2 xác định nhầm Namahage là một nghi lễ Kyushu.  Xem các nguồn khác dưới bài viết namahage
8. ↑  Ayabe, Tsuneo; Agrhananda Bharati (ed.) (1976). Esoteric Rituals in Japanese Traditional Secret Societeis: A Study of the Death and Rebirth Motif (xem trước). Walter de Gruyter. ISBN 978-ngày 3 tháng 11 năm 80584-0. {{Chú thích sách}}: |last2= có tên chung (trợ giúp); Kiểm tra giá trị |isbn=: ký tự không hợp lệ (trợ giúp); Đã bỏ qua |work= (trợ giúp)
9. ↑  Plutschow 1990, tr.60 thất lạc như tỉnh Kagoshima, có lẽ nhầm lẫn với Toshidon [ja] của Biển Koshikijima được đề cập bởi Bocking 1997, tr.87 (marebito), tr.98 (namahage)
10. ↑  Bestor 2011, Routledge Hbk., tr.69, các hộ gia đình có kamidana cho thấy sự suy giảm từ 62% (1984) xuống 43,9% (2006); và chỉ 26,4% ở các khu vực đô thị
11. ↑  Ayabe, Tsuneo; Agrhananda Bharati (ed.) (1976). Các nghi thức bí truyền trong các hội bí mật truyền thống Nhật Bản: Một nghiên cứu về cái chết và sự tái sinh Motif (xem trước). Walter de Gruyter. ISBN 978-ngày 3 tháng 11 năm 80584-0. {{Chú thích sách}}: |last2= có tên chung (trợ giúp); Kiểm tra giá trị |isbn=: ký tự không hợp lệ (trợ giúp); Đã bỏ qua |work= (trợ giúp)
12. ↑  Murakami 1988, p.53

Từ điển và bách khoa toàn thư
- Murakami, Shigeyoshi(村上重良) (1988). 日本宗教事典 (Từ điển tôn giáo Nhật Bản). Kodansha. ISBN 978-ngày 4 tháng 6 năm 158837-0. {{Chú thích sách}}: Kiểm tra giá trị |isbn=: ký tự không hợp lệ (trợ giúp)
- Heibonsha (1964). 世界百科事典(Sekai hyakka jiten). Quyển 21. tr. 442., bài "minkan shinkō (民間信仰?)", bởi Takeda, Chōshū, 1916-1980 (ja:竹田聴洲)
- Heibonsha (1964). 世界百科事典(Sekai hyakka jiten). Quyển 21. tr. 499–502., bài "mukashibanashi (昔話?)" (Phần truyện Nhật Bản), bởi Katsumi Masuda (ja:益田勝美)
- Bocking, Brian (1997). Một từ điển phổ biến của Thần Đạo (xem trước). Tâm lý học báo chí. ISBN 978-0-7007-1051-5.

Chữ lồng, nghiên cứu
- Bestor, Victoria Lyon; Bestor, Theodore C., biên tập (2011). Cẩm nang Routledge của Văn hóa và Xã hội Nhật Bản. Akiko Yamagata. Taylor & Francis. ISBN 978-1-136-73627-8.
- Bownas, Geoffrey; Brown, Pauline (2004). Làm mưa Nhật Bản và các tập quán dân gian khác. Tâm lý học báo chí. ISBN 978-0-415-33069-5.,
- Schnelle, Scott (1999). Trống Kho hàng: Nghi thức thực hành trong cộng đồng Nhật Bản. Nhà xuất bản Đại học Hawaii. ISBN 978-0-8248-2141-8.
- Plutschow, Herbert E. (1990). Hỗn loạn và vũ trụ: Nghi thức trong văn học Nhật Bản thời trung cổ và trung cổ (xem trước). Brill. ISBN 978-90-04-08628-9.
- Kornicki, Peter Francis; McMullen, James (1996). Tôn giáo ở Nhật Bản: Mũi tên lên Thiên đường và Trái đất (xem trước). Nhà xuất bản Đại học Cambridge. ISBN 978-0-521-55028-4.
- Frank, Bernard, 1887- (1958). Kata-imi và kata-tagae; Nghiên cứu cấm lãnh đạo thời đại Heian.{{Chú thích sách}}:  Quản lý CS1: nhiều tên: danh sách tác giả (liên kết) Quản lý CS1: tên số: danh sách tác giả (liên kết)